# Savez Sahra Wagenknecht - Razum i Pravda
Savez Sahra Wagenknecht – Razum i Pravda (njem. Bündnis Sahra Wagenknecht – Vernunft und Gerechtigkeit, BSW) je politička stranka osnovana u Njemačkoj u siječnju 2024. godine. Davateljica imena i suosnivačica je zastupnica u njemačkom parlamentu Sahra Wagenknecht. Većina osnivača su prije bili članovi stanke Die Linke.